# Líder em assistências da NBA
No basquete, uma assistência é um passe para um companheiro de equipe que leva diretamente a uma pontuação. O título de líder de  assistência da National Basketball Association  (em inglês: NBA Assists Leader) é concedido ao jogador com a maior média de assistências por jogo em um cada temporada da liga.

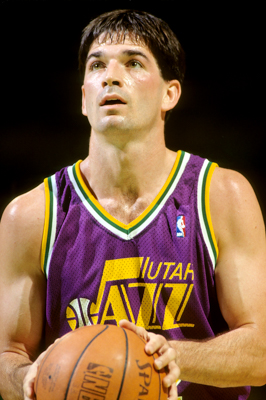
John Stockton é o recordista em liderar a NBA em assistências, em 9 temporadas consecutivas.

O título de assistências foi reconhecido pela primeira vez na temporada 1946-1947, quando as estatísticas sobre assistências foram compiladas pela Associação de Basquete da América (BAA), antecessora da NBA. Para se qualificar para o título de assistência, o jogador deve jogar pelo menos 58 jogos (de 82).
John Stockton detém os recordes de todos os tempos, em assistências totais (1.164) e assistências por jogo (14.5) em uma temporada, alcançada nas temporadas 1990-91 e 1989-90, respectivamente. Mark Jackson detém os recordes de novato no total de assistências e assistências por jogo, quando deu 868 assitências na sua primeira temporada e teve média de 10.6 na temporada 1987-88.<  Entre os jogadores ativos, Chris Paul tem o total de assistências em uma temporada (925), em 2007-08 e Rajon Rondo teve a média de assistências em uma temporada (11.7), em 2011-12 .
Stockton foi o jogador que mais ganhou o prêmio, em 9 temporadas. Bob Cousy ganhou oito títulos de assistências, enquanto Oscar Robertson ganhou seis. Jason Kidd, Steve Nash e Chris Paul conquistaram cinco vezes, enquanto Kevin Porter e Magic Johnson venceram quatro cada. Rajon Rondo e Russell Westbrook ganharam três, enquanto Andy Phillip e Guy Rodgers são os únicos outros jogadores a ganhar o título mais de uma vez. Stockton também detém o recorde de títulos consecutivos, com nove. Três jogadores conquistaram o título de assistências e foram campeões da NBA na mesma temporada: Cousy em 1957 e em 1959 e 1960 com o Boston Celtics; Jerry West em 1972 com o Los Angeles Lakers; e Magic Johnson em 1987 também com o Lakers.

## Vencedores
| ^          | ^          | Jogadores ainda ativos na NBA                                         | Jogadores ainda ativos na NBA                                         | Jogadores ainda ativos na NBA                                         | Jogadores ainda ativos na NBA                                         | Jogadores ainda ativos na NBA                                         |
| *          | *          | Membro do Naismith Memorial Basketball Hall of Fame                   | Membro do Naismith Memorial Basketball Hall of Fame                   | Membro do Naismith Memorial Basketball Hall of Fame                   | Membro do Naismith Memorial Basketball Hall of Fame                   | Membro do Naismith Memorial Basketball Hall of Fame                   |
| †          | †          | Jogadores que foram MVP na mesma temporada                            | Jogadores que foram MVP na mesma temporada                            | Jogadores que foram MVP na mesma temporada                            | Jogadores que foram MVP na mesma temporada                            | Jogadores que foram MVP na mesma temporada                            |
| Player (X) | Player (X) | O número de vezes que o jogador foi líder incluindo a atual temporada | O número de vezes que o jogador foi líder incluindo a atual temporada | O número de vezes que o jogador foi líder incluindo a atual temporada | O número de vezes que o jogador foi líder incluindo a atual temporada | O número de vezes que o jogador foi líder incluindo a atual temporada |
| G          | Armador    | Armador                                                               | F                                                                     | Ala                                                                   | C                                                                     | Pivô                                                                  |

## Por temporada

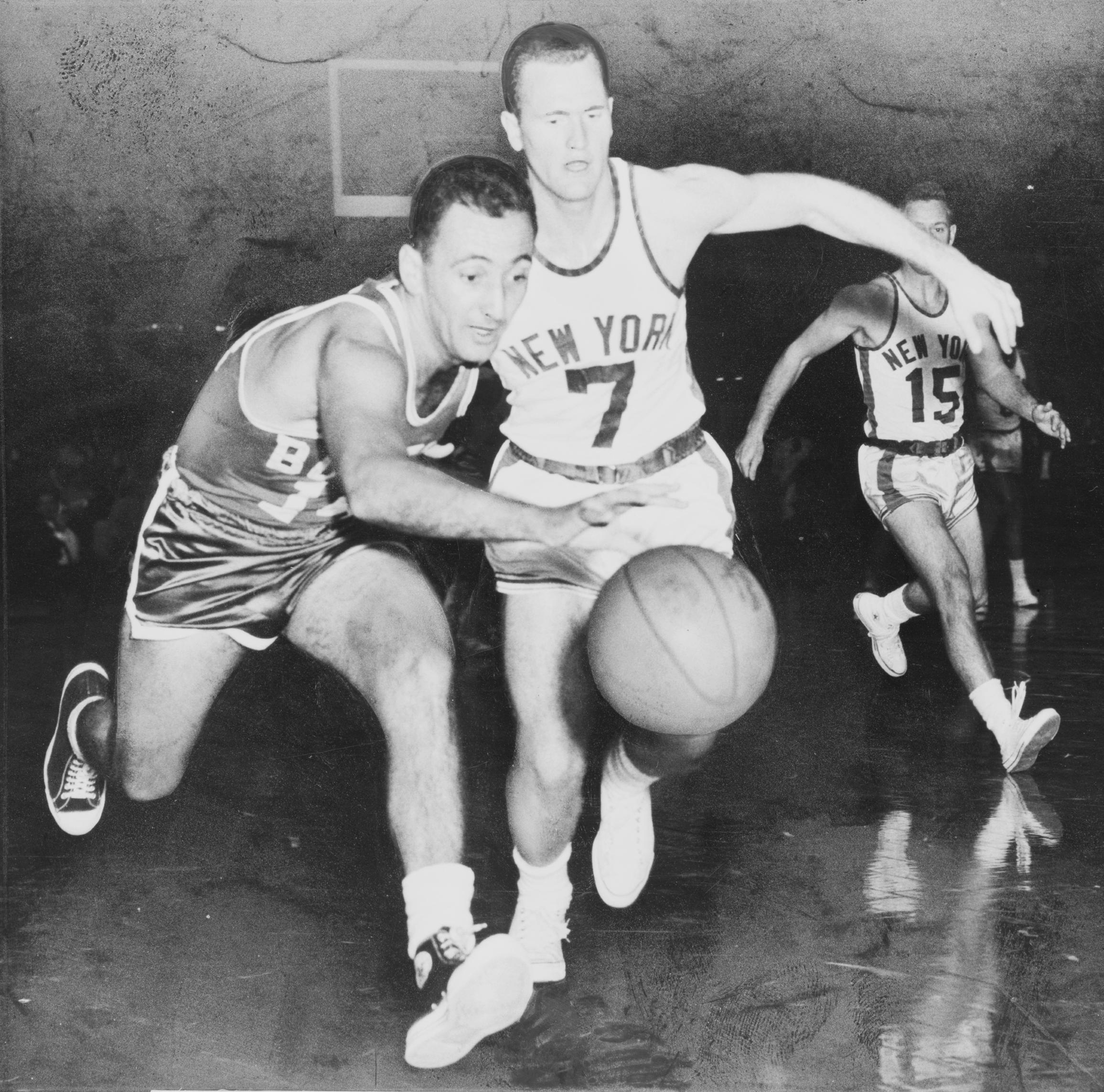
Bob Cousy (esq.) foi o líder de assistências de 1953 a 1960.

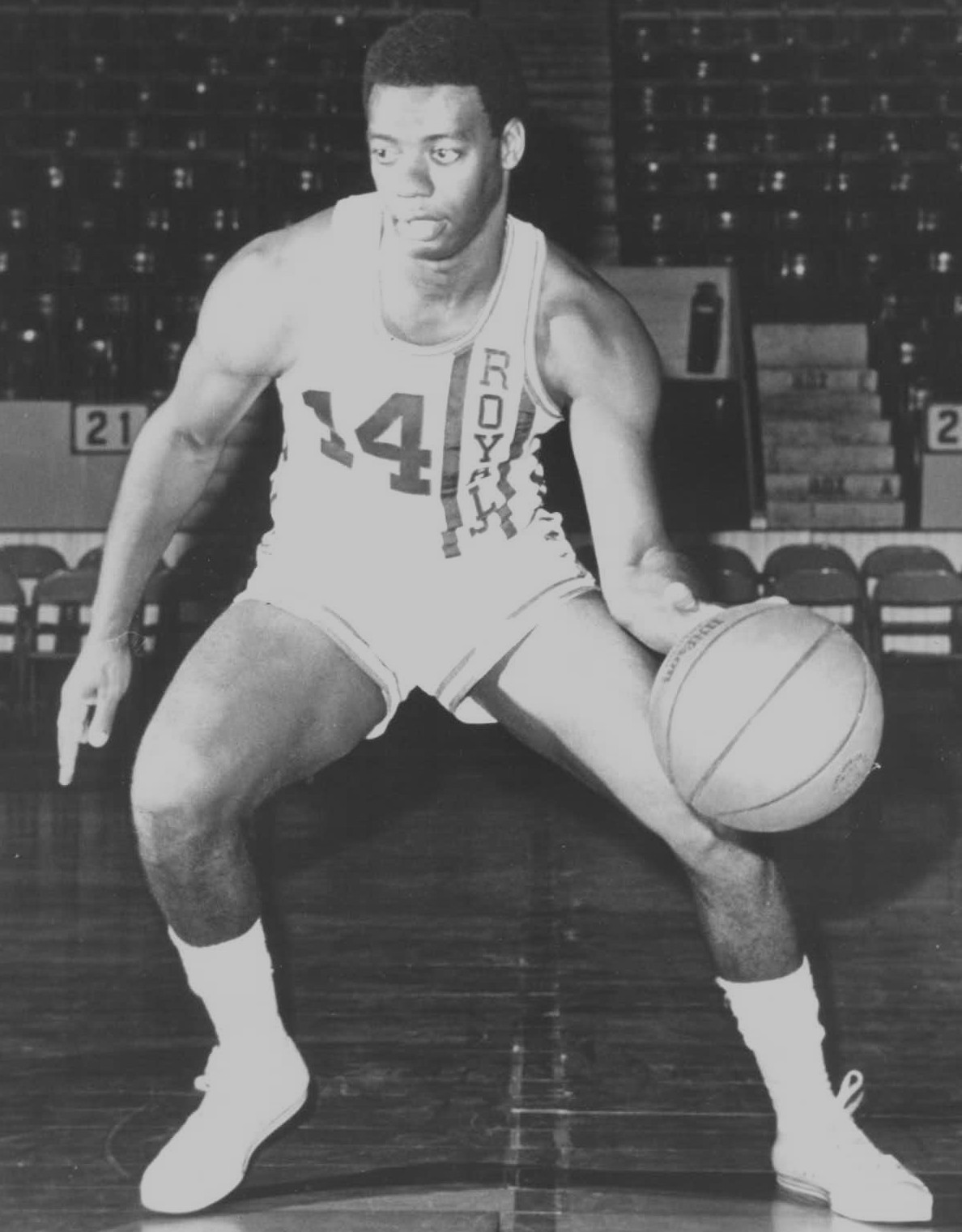
Oscar Robertson liderou seis vezes nos anos 60.

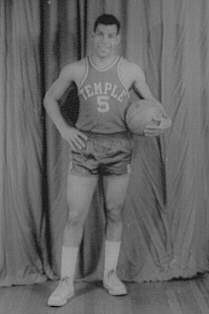
Guy Rodgers liderou em 1963 e 1967.

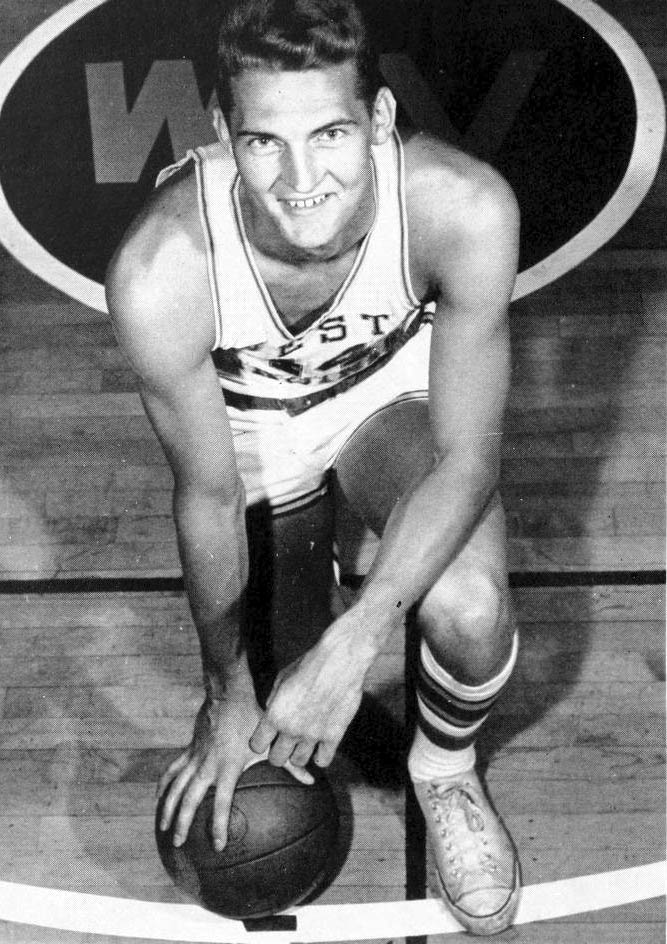
Jerry West liderou em 1972.

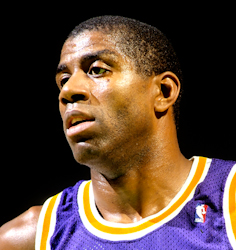
Magic Johnson liderou de 1983 a 1984 e entre 1986 e 1987.

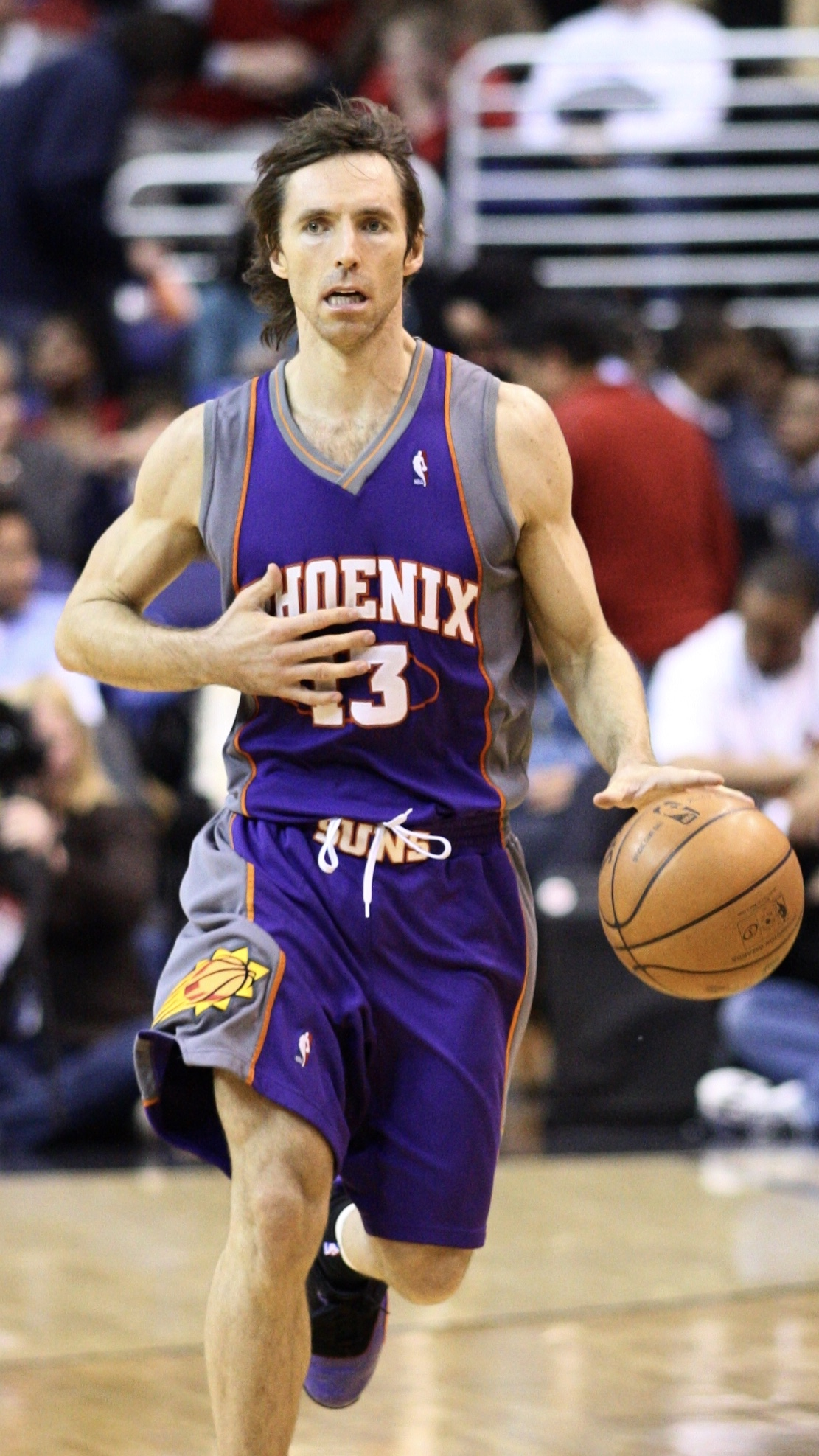
Steve Nash foi o líder de 2005 até 2007 e em 2010 e 2011.

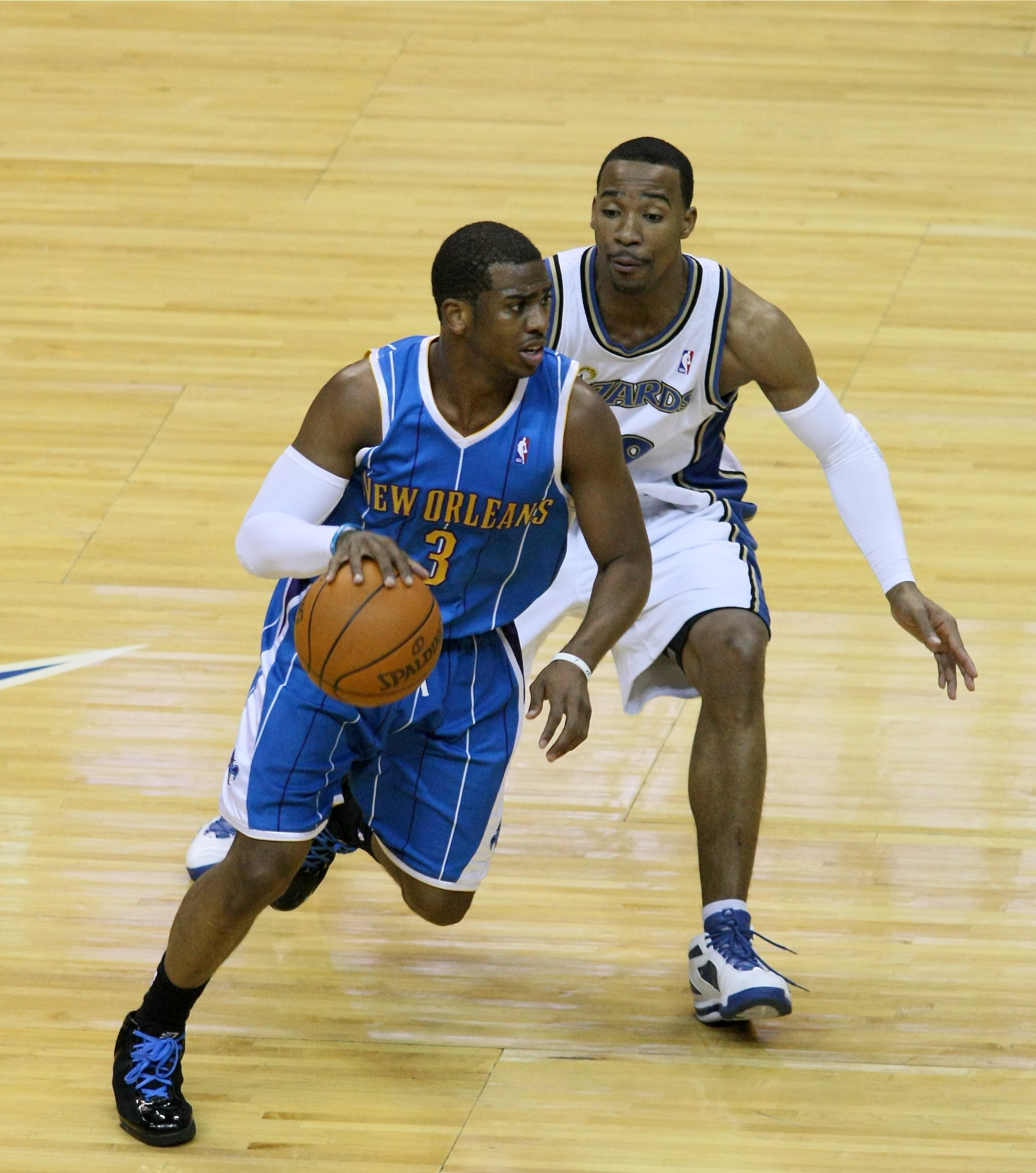
Chris Paul liderou a NBA em assistências entre 2008 e 2009, e em 2014, 2015 e 2022.

| Ano     | Jogador                | Posição | Time                            | Jogos disputados | Total Assistências | Assist. por jogo | References          |
| ------- | ---------------------- | ------- | ------------------------------- | ---------------- | ------------------ | ---------------- | ------------------- |
| 1946-47 | Ernie Calverley        | G       | Providence Steamrollers         | 59               | 202                | 3.42             | [ 4 ] [ 5 ]         |
| 1947-48 | Howie Dallmar          | F       | Philadelphia Warriors           | 48               | 120                | 2.50             | [ 4 ] [ 6 ]         |
| 1948-49 | Bob Davies*            | G/F     | Rochester Royals                | 60               | 321                | 5.35             | [ 4 ] [ 7 ]         |
| 1949-50 | Dick McGuire*          | G       | New York Knicks                 | 68               | 386                | 5.68             | [ 4 ] [ 8 ]         |
| 1950-51 | Andy Phillip*          | G/F     | Philadelphia Warriors           | 66               | 414                | 6.27             | [ 4 ] [ 9 ]         |
| 1951-52 | Andy Phillip* (2)      | G/F     | Philadelphia Warriors           | 66               | 539                | 8.17             | [ 4 ] [ 9 ]         |
| 1952-53 | Bob Cousy*             | G       | Boston Celtics                  | 71               | 547                | 7.70             | [ 4 ] [ 10 ]        |
| 1953-54 | Bob Cousy* (2)         | G       | Boston Celtics                  | 72               | 518                | 7.19             | [ 4 ] [ 10 ]        |
| 1954-55 | Bob Cousy* (3)         | G       | Boston Celtics                  | 71               | 557                | 7.85             | [ 4 ] [ 10 ]        |
| 1955-56 | Bob Cousy* (4)         | G       | Boston Celtics                  | 72               | 642                | 8.92             | [ 4 ] [ 10 ]        |
| 1956-57 | Bob Cousy* (5)         | G       | Boston Celtics                  | 64               | 478                | 7.47             | [ 4 ] [ 10 ]        |
| 1957-58 | Bob Cousy* (6)         | G       | Boston Celtics                  | 65               | 463                | 7.12             | [ 4 ] [ 10 ]        |
| 1958-59 | Bob Cousy* (7)         | G       | Boston Celtics                  | 65               | 557                | 8.57             | [ 4 ] [ 10 ]        |
| 1959-60 | Bob Cousy* (8)         | G       | Boston Celtics                  | 75               | 715                | 9.53             | [ 4 ] [ 10 ]        |
| 1960-61 | Oscar Robertson*       | G       | Cincinnati Royals               | 71               | 690                | 9.72             | [ 4 ] [ 11 ]        |
| 1961-62 | Oscar Robertson* (2)   | G       | Cincinnati Royals               | 79               | 899                | 11.38            | [ 4 ] [ 11 ]        |
| 1962-63 | Guy Rodgers*           | G       | San Francisco Warriors          | 79               | 825                | 10.44            | [ 4 ] [ 12 ]        |
| 1963-64 | Oscar Robertson* (3)   | G       | Cincinnati Royals               | 79               | 868                | 10.99            | [ 4 ] [ 11 ]        |
| 1964-65 | Oscar Robertson* (4)   | G       | Cincinnati Royals               | 75               | 861                | 11.48            | [ 4 ] [ 11 ]        |
| 1965-66 | Oscar Robertson* (5)   | G       | Cincinnati Royals               | 76               | 847                | 11.14            | [ 4 ] [ 11 ]        |
| 1966-67 | Guy Rodgers* (2)       | G       | Chicago Bulls                   | 81               | 908                | 11.21            | [ 4 ] [ 12 ]        |
| 1967-68 | Wilt Chamberlain*      | C       | Philadelphia 76ers              | 82               | 702                | 8.56             | [ 4 ] [ 13 ]        |
| 1968-69 | Oscar Robertson* (6)   | G       | Cincinnati Royals               | 79               | 772                | 9.77             | [ 4 ] [ 11 ]        |
| 1969-70 | Lenny Wilkens*         | G       | Seattle SuperSonics             | 75               | 683                | 9.11             | [ 4 ] [ 14 ] [ 15 ] |
| 1970-71 | Norm Van Lier          | G       | Cincinnati Royals               | 82               | 832                | 10.15            | [ 4 ] [ 16 ] [ 17 ] |
| 1971-72 | Jerry West             | G       | Los Angeles Lakers              | 77               | 747                | 9.70             | [ 4 ] [ 18 ] [ 19 ] |
| 1972-73 | Nate Archibald*        | G       | Kansas City–Omaha Kings         | 80               | 910                | 11.38            | [ 4 ] [ 20 ] [ 21 ] |
| 1973-74 | Ernie DiGregorio       | G       | Buffalo Braves                  | 81               | 663                | 8.19             | [ 4 ] [ 22 ] [ 23 ] |
| 1974-75 | Kevin Porter           | G       | Washington Bullets              | 81               | 650                | 8.02             | [ 4 ] [ 24 ] [ 25 ] |
| 1975-76 | Slick Watts            | G       | Seattle SuperSonics             | 82               | 661                | 8.06             | [ 4 ] [ 26 ] [ 27 ] |
| 1976-77 | Don Buse               | G       | Indiana Pacers                  | 81               | 685                | 8.46             | [ 4 ] [ 28 ] [ 29 ] |
| 1977-78 | Kevin Porter (2)       | G       | Detroit Pistons New Jersey Nets | 82               | 837                | 10.21            | [ 4 ] [ 25 ] [ 30 ] |
| 1978-79 | Kevin Porter (3)       | G       | Detroit Pistons                 | 82               | 1,099              | 13.40            | [ 4 ] [ 25 ] [ 31 ] |
| 1979-80 | Michael Ray Richardson | G/F     | New York Knicks                 | 82               | 835                | 10.15            | [ 4 ] [ 32 ] [ 33 ] |
| 1980-81 | Kevin Porter (4)       | G       | Washington Bullets              | 81               | 734                | 9.06             | [ 4 ] [ 25 ] [ 34 ] |
| 1981-82 | Johnny Moore           | G       | San Antonio Spurs               | 79               | 762                | 9.65             | [ 4 ] [ 35 ] [ 36 ] |
| 1982-83 | Magic Johnson*         | G       | Los Angeles Lakers              | 79               | 829                | 10.49            | [ 4 ] [ 37 ] [ 38 ] |
| 1983-84 | Magic Johnson* (2)     | G       | Los Angeles Lakers              | 67               | 875                | 13.06            | [ 4 ] [ 38 ] [ 39 ] |
| 1984-85 | Isiah Thomas*          | G       | Detroit Pistons                 | 81               | 1,123              | 13.86            | [ 4 ] [ 40 ] [ 41 ] |
| 1985-86 | Magic Johnson* (3)     | G       | Los Angeles Lakers              | 72               | 907                | 12.60            | [ 4 ] [ 38 ] [ 42 ] |
| 1986-87 | Magic Johnson* (4)     | G       | Los Angeles Lakers              | 80               | 977                | 12.21            | [ 4 ] [ 38 ] [ 43 ] |
| 1987-88 | John Stockton*         | G       | Utah Jazz                       | 82               | 1,128              | 13.76            | [ 4 ] [ 44 ] [ 45 ] |
| 1988-89 | John Stockton* (2)     | G       | Utah Jazz                       | 82               | 1,118              | 13.63            | [ 4 ] [ 45 ] [ 46 ] |
| 1989-90 | John Stockton* (3)     | G       | Utah Jazz                       | 78               | 1,134              | 14.54            | [ 4 ] [ 45 ] [ 47 ] |
| 1990-91 | John Stockton* (4)     | G       | Utah Jazz                       | 82               | 1,164              | 14.20            | [ 4 ] [ 45 ] [ 48 ] |
| 1991-92 | John Stockton* (5)     | G       | Utah Jazz                       | 82               | 1,126              | 13.73            | [ 4 ] [ 45 ]        |
| 1992-93 | John Stockton* (6)     | G       | Utah Jazz                       | 82               | 987                | 12.04            | [ 4 ] [ 45 ] [ 49 ] |
| 1993-94 | John Stockton* (7)     | G       | Utah Jazz                       | 82               | 1,031              | 12.57            | [ 4 ] [ 45 ] [ 50 ] |
| 1994-95 | John Stockton* (8)     | G       | Utah Jazz                       | 82               | 1,011              | 12.33            | [ 4 ] [ 45 ] [ 51 ] |
| 1995-96 | John Stockton* (9)     | G       | Utah Jazz                       | 82               | 916                | 11.17            | [ 4 ] [ 45 ] [ 52 ] |
| 1996-97 | Mark Jackson           | G       | Denver Nuggets Indiana Pacers   | 82               | 935                | 11.40            | [ 4 ] [ 53 ] [ 54 ] |
| 1997-98 | Rod Strickland         | G       | Washington Wizards              | 76               | 801                | 10.54            | [ 4 ] [ 55 ] [ 56 ] |
| 1998-99 | Jason Kidd*            | G       | Phoenix Suns                    | 50               | 539                | 10.78            | [ 4 ] [ 58 ] [ 59 ] |
| 1999-00 | Jason Kidd* (2)        | G       | Phoenix Suns                    | 67               | 678                | 10.12            | [ 4 ] [ 59 ] [ 60 ] |
| 2000-01 | Jason Kidd* (3)        | G       | Phoenix Suns                    | 77               | 753                | 9.78             | [ 4 ] [ 59 ] [ 61 ] |
| 2001-02 | Andre Miller           | G       | Cleveland Cavaliers             | 81               | 882                | 10.89            | [ 4 ] [ 62 ] [ 63 ] |
| 2002-03 | Jason Kidd* (4)        | G       | New Jersey Nets                 | 80               | 711                | 8.89             | [ 4 ] [ 59 ] [ 64 ] |
| 2003-04 | Jason Kidd* (5)        | G       | New Jersey Nets                 | 67               | 618                | 9.22             | [ 4 ] [ 59 ] [ 65 ] |
| 2004-05 | Steve Nash             | G       | Phoenix Suns                    | 75               | 861                | 11.48            | [ 4 ] [ 66 ] [ 67 ] |
| 2005-06 | Steve Nash* (2)        | G       | Phoenix Suns                    | 79               | 826                | 10.46            | [ 4 ] [ 67 ] [ 68 ] |
| 2006-07 | Steve Nash* (3)        | G       | Phoenix Suns                    | 76               | 884                | 11.63            | [ 4 ] [ 67 ] [ 69 ] |
| 2007-08 | Chris Paul^            | G       | New Orleans Hornets             | 80               | 925                | 11.56            | [ 4 ] [ 70 ] [ 71 ] |
| 2008-09 | Chris Paul^ (2)        | G       | New Orleans Hornets             | 78               | 861                | 11.04            | [ 4 ] [ 71 ]        |
| 2009-10 | Steve Nash* (4)        | G       | Phoenix Suns                    | 81               | 892                | 11.01            | [ 4 ] [ 67 ]        |
| 2010-11 | Steve Nash* (5)        | G       | Phoenix Suns                    | 74               | 845                | 11.42            | [ 4 ] [ 67 ]        |
| 2011-12 | Rajon Rondo^           | G       | Boston Celtics                  | 53               | 620                | 11.70            | [ 4 ] [ 73 ]        |
| 2012-13 | Rajon Rondo^ (2)       | G       | Boston Celtics                  | 38               | 420                | 11.05            | [ 4 ] [ 73 ]        |
| 2013-14 | Chris Paul^ (3)        | G       | Los Angeles Clippers            | 62               | 663                | 10.69            | [ 71 ]              |
| 2014-15 | Chris Paul^ (4)        | G       | Los Angeles Clippers            | 82               | 838                | 10.20            | [ 71 ]              |
| 2015-16 | Rajon Rondo^ (3)       | G       | Sacramento Kings                | 72               | 839                | 11.70            | [ 73 ]              |
| 2016-17 | James Harden^          | G       | Houston Rockets                 | 81               | 907                | 11.20            | [ 74 ]              |
| 2017-18 | Russell Westbrook^     | G       | Oklahoma City Thunder           | 80               | 820                | 10.25            | [ 75 ]              |
| 2018-19 | Russell Westbrook^ (2) | G       | Oklahoma City Thunder           | 73               | 784                | 10.74            | [ 75 ]              |
| 2019-20 | LeBron James^          | F       | Los Angeles Lakers              | 67               | 684                | 10.21            | [ 76 ]              |
| 2020-21 | Russell Westbrook^ (3) | G       | Washington Wizards              | 65               | 768                | 11.82            | [ 75 ]              |
| 2021-22 | Chris Paul^ (5)        | G       | Phoenix Suns                    | 65               | 702                | 10.80            |                     |
| 2022-23 | James Harden^ (2)      | G       | Philadelphia 76ers              | 58               | 618                | 10.66            | [ 74 ]              |
| 2023-24 | Tyrese Haliburton^     | G       | Indiana Pacers                  | 69               | 752                | 10.90            | [ 77 ]              |
| 2024-25 | Trae Young^            | G       | Atlanta Hawks                   | 76               | 880                | 11.60            | [ 78 ]              |

## Líderes dos vencedores
| Pos | Pos.              | Time                                                                       | Número de lideranças | Anos                                                 |
| --- | ----------------- | -------------------------------------------------------------------------- | -------------------- | ---------------------------------------------------- |
| 1   | John Stockton     | Utah Jazz                                                                  | 9                    | 1988, 1989, 1990, 1991, 1992, 1993, 1994, 1995, 1996 |
| 2   | Bob Cousy         | Boston Celtics                                                             | 8                    | 1953, 1954, 1955, 1956, 1957, 1958, 1959, 1960       |
| 3   | Oscar Robertson   | Cincinnati Royals                                                          | 6                    | 1961, 1962, 1964, 1965, 1966, 1969                   |
| 4   | Jason Kidd        | Phoenix Suns (3) / New Jersey Nets (2)                                     | 5                    | 1999, 2000, 2001, 2003, 2004                         |
| 4   | Steve Nash        | Phoenix Suns                                                               | 5                    | 2005, 2006, 2007, 2010, 2011                         |
| 4   | Chris Paul        | New Orleans Hornets (2) / Los Angeles Clippers (2) / Phoenix Suns (1)      | 5                    | 2008, 2009, 2014, 2015, 2022                         |
| 6   | Magic Johnson     | Los Angeles Lakers                                                         | 4                    | 1983, 1984, 1986, 1987                               |
| 6   | Kevin Porter      | Washington Bullets (2) / Detroit Pistons (1) / Pistons/New Jersey Nets (1) | 4                    | 1975, 1978, 1979, 1981                               |
| 9   | Rajon Rondo       | Boston Celtics (2) / Sacramento Kings (1)                                  | 3                    | 2012, 2013, 2016                                     |
| 9   | Russell Westbrook | Oklahoma City Thunder (2) / Washington Wizards (1)                         | 3                    | 2018, 2019, 2021                                     |
| 10  | Andy Phillip      | Philadelphia Warriors                                                      | 2                    | 1951, 1952                                           |
| 10  | Guy Rodgers       | San Francisco Warriors (1) / Chicago Bulls (1)                             | 2                    | 1963, 1967                                           |
| 10  | James Harden      | Houston Rockets (1) / Philadelphia 76ers (1)                               | 2                    | 2017, 2023                                           |

## Notes
1. ↑  Na temporada 1998-99 a liga teve somente 50 jogos devido ao locaute.[57]
2. ↑  A temporada 2011-12 teve somente 66 jogos devido locaute.[72]

## References
General
- «Yearly Leaders and Records for Assists Per Game». basketball-reference.com. Consultado em 27 de fevereiro de 2010

Specific
1. ↑  «Basketball glossary». FIBA.com. Consultado em 5 de março de 2010
2. 1 2 3  «Regular Season Records: Assists». NBA.com. Turner Sports Interactive, Inc. Consultado em 5 de março de 2010. Arquivado do original em 11 de maio de 2016
3. ↑  «Mark Jackson is Unanimous Choice». Rome News-Tribune. 6 de maio de 1988. Consultado em 5 de março de 2010
4. 1 2 3 4 5 6 7 8 9 10 11 12 13 14 15 16 17 18 19 20 21 22 23 24 25 26 27 28 29 30 31 32 33 34 35 36 37 38 39 40 41 42 43 44 45 46 47 48 49 50 51 52 53 54 55 56 57 58 59 60 61 62 63 64 65 66 67  Gardella, John (2013). «2013-14 Official NBA Guide» (PDF). NBA Properties. p. 131. Consultado em 5 de março de 2019. Arquivado do original (PDF) em 13 de março de 2016
5. ↑  «Estatísticas de Ernie Calverley na NBA e na ABA». basketball-reference.com. Consultado em 27 de fevereiro de 2010
6. ↑  «Estatísticas de Howie Dallmar na NBA e na ABA». basketball-reference.com. Consultado em 30 de dezembro de 2013
7. ↑  «Estatísticas de Bob Davies na NBA e na ABA». basketball-reference.com. Consultado em 27 de fevereiro de 2010
8. ↑  «Estatísticas de Dick McGuire na NBA e na ABA». basketball-reference.com. Consultado em 30 de dezembro de 2013
9. 1 2  «Estatísticas de Andy Phillip na NBA e na ABA». basketball-reference.com. Consultado em 27 de fevereiro de 2010
10. 1 2 3 4 5 6 7 8  «Estatísticas de Bob Cousy na NBA e na ABA». basketball-reference.com. Consultado em 27 de fevereiro de 2010
11. 1 2 3 4 5 6  «Estatísticas de Oscar Robertson na NBA e na ABA». basketball-reference.com. Consultado em 27 de fevereiro de 2010
12. 1 2  «Estatísticas de Guy Rodgers na NBA e na ABA». basketball-reference.com. Consultado em 27 de fevereiro de 2010
13. ↑  «Estatísticas de Wilt Chamberlain na NBA e na ABA». basketball-reference.com. Consultado em 30 de dezembro de 2013
14. ↑  «League Leaders: Assists – 1969–70». NBA.com. Turner Sports Interactive, Inc. Consultado em 27 de fevereiro de 2010. Arquivado do original em 22 de outubro de 2015
15. ↑  «Estatísticas de Lenny Wilkens na NBA e na ABA». basketball-reference.com. Consultado em 27 de fevereiro de 2010
16. ↑  «League Leaders: Assists – 1970–71». NBA.com. Turner Sports Interactive, Inc. Consultado em 27 de fevereiro de 2010. Arquivado do original em 22 de outubro de 2015
17. ↑  «Estatísticas de Norm Van Lier na NBA e na ABA». basketball-reference.com. Consultado em 27 de fevereiro de 2010
18. ↑  «League Leaders: Assists – 1971–72». NBA.com. Turner Sports Interactive, Inc. Consultado em 27 de fevereiro de 2010. Arquivado do original em 22 de outubro de 2015
19. ↑  «Estatísticas de Jerry West na NBA e na ABA». basketball-reference.com. Consultado em 27 de fevereiro de 2010
20. ↑  «League Leaders: Assists – 1972–73». NBA.com. Turner Sports Interactive, Inc. Consultado em 27 de fevereiro de 2010. Arquivado do original em 7 de abril de 2016
21. ↑  «Estatísticas de Nate Archibald na NBA e na ABA». basketball-reference.com. Consultado em 27 de fevereiro de 2010
22. ↑  «League Leaders: Assists – 1973–74». NBA.com. Turner Sports Interactive, Inc. Consultado em 27 de fevereiro de 2010. Arquivado do original em 7 de abril de 2016
23. ↑  «Estatísticas de Ernie DiGregorio na NBA e na ABA». basketball-reference.com. Consultado em 27 de fevereiro de 2010
24. ↑  «League Leaders: Assists – 1974–75». NBA.com. Turner Sports Interactive, Inc. Consultado em 27 de fevereiro de 2010. Arquivado do original em 22 de março de 2016
25. 1 2 3 4  «Estatísticas de Kevin Porter na NBA e na ABA». basketball-reference.com. Consultado em 27 de fevereiro de 2010
26. ↑  «League Leaders: Assists – 1975–76». NBA.com. Turner Sports Interactive, Inc. Consultado em 27 de fevereiro de 2010. Arquivado do original em 15 de março de 2016
27. ↑  «Estatísticas de Slick Watts na NBA e na ABA». basketball-reference.com. Consultado em 27 de fevereiro de 2010
28. ↑  «League Leaders: Assists – 1976–77». NBA.com. Turner Sports Interactive, Inc. Consultado em 27 de fevereiro de 2010. Arquivado do original em 22 de outubro de 2015
29. ↑  «Estatísticas de Don Buse na NBA e na ABA». basketball-reference.com. Consultado em 27 de fevereiro de 2010
30. ↑  «League Leaders: Assists – 1977–78». NBA.com. Turner Sports Interactive, Inc. Consultado em 27 de fevereiro de 2010. Arquivado do original em 7 de abril de 2016
31. ↑  «League Leaders: Assists – 1978–79». NBA.com. Turner Sports Interactive, Inc. Consultado em 27 de fevereiro de 2010. Arquivado do original em 22 de outubro de 2015
32. ↑  «League Leaders: Assists – 1979–80». NBA.com. Turner Sports Interactive, Inc. Consultado em 27 de fevereiro de 2010. Arquivado do original em 22 de outubro de 2015
33. ↑  «Estatísticas de Micheal Ray Richardson na NBA e na ABA». basketball-reference.com. Consultado em 27 de fevereiro de 2010
34. ↑  «League Leaders: Assists – 1980–81». NBA.com. Turner Sports Interactive, Inc. Consultado em 27 de fevereiro de 2010. Arquivado do original em 22 de outubro de 2015
35. ↑  «League Leaders: Assists – 1981–82». NBA.com. Turner Sports Interactive, Inc. Consultado em 27 de fevereiro de 2010. Arquivado do original em 22 de outubro de 2015
36. ↑  «Estatísticas de Johnny Moore na NBA e na ABA». basketball-reference.com. Consultado em 27 de fevereiro de 2010
37. ↑  «League Leaders: Assists – 1982–83». NBA.com. Turner Sports Interactive, Inc. Consultado em 27 de fevereiro de 2010. Arquivado do original em 22 de outubro de 2015
38. 1 2 3 4  «Estatísticas de Magic Johnson na NBA e na ABA». basketball-reference.com. Consultado em 27 de fevereiro de 2010
39. ↑  «League Leaders: Assists – 1983–84». NBA.com. Turner Sports Interactive, Inc. Consultado em 27 de fevereiro de 2010. Arquivado do original em 7 de abril de 2016
40. ↑  «League Leaders: Assists – 1984–85». NBA.com. Turner Sports Interactive, Inc. Consultado em 27 de fevereiro de 2010. Arquivado do original em 7 de abril de 2016
41. ↑  «Estatísticas de Isiah Thomas na NBA e na ABA». basketball-reference.com. Consultado em 27 de fevereiro de 2010
42. ↑  «League Leaders: Assists – 1985–86». NBA.com. Turner Sports Interactive, Inc. Consultado em 27 de fevereiro de 2010. Arquivado do original em 22 de outubro de 2015
43. ↑  «League Leaders: Assists – 1986–87». NBA.com. Turner Sports Interactive, Inc. Consultado em 27 de fevereiro de 2010. Arquivado do original em 22 de outubro de 2015
44. ↑  «League Leaders: Assists – 1987–88». NBA.com. Turner Sports Interactive, Inc. Consultado em 27 de fevereiro de 2010. Arquivado do original em 22 de outubro de 2015
45. 1 2 3 4 5 6 7 8 9  «Estatísticas de John Stockton na NBA e na ABA». basketball-reference.com. Consultado em 27 de fevereiro de 2010
46. ↑  «League Leaders: Assists – 1988–89». NBA.com. Turner Sports Interactive, Inc. Consultado em 27 de fevereiro de 2010. Arquivado do original em 22 de outubro de 2015
47. ↑  «League Leaders: Assists – 1989–90». NBA.com. Turner Sports Interactive, Inc. Consultado em 27 de fevereiro de 2010. Arquivado do original em 22 de outubro de 2015
48. ↑  «League Leaders: Assists – 1990–91». NBA.com. Turner Sports Interactive, Inc. Consultado em 27 de fevereiro de 2010. Arquivado do original em 22 de outubro de 2015
49. ↑  «League Leaders: Assists – 1992–93». NBA.com. Turner Sports Interactive, Inc. Consultado em 27 de fevereiro de 2010. Arquivado do original em 22 de outubro de 2015
50. ↑  «League Leaders: Assists – 1993–94». NBA.com. Turner Sports Interactive, Inc. Consultado em 27 de fevereiro de 2010. Arquivado do original em 22 de outubro de 2015
51. ↑  «League Leaders: Assists – 1994–95». NBA.com. Turner Sports Interactive, Inc. Consultado em 27 de fevereiro de 2010. Arquivado do original em 7 de abril de 2016
52. ↑  «League Leaders: Assists – 1995–96». NBA.com. Turner Sports Interactive, Inc. Consultado em 27 de fevereiro de 2010. Arquivado do original em 22 de outubro de 2015
53. ↑  «League Leaders: Assists – 1996–97». NBA.com. Turner Sports Interactive, Inc. Consultado em 27 de fevereiro de 2010. Arquivado do original em 22 de outubro de 2015
54. ↑  «Estatísticas de Mark Jackson na NBA e na ABA». basketball-reference.com. Consultado em 27 de fevereiro de 2010
55. ↑  «League Leaders: Assists – 1997–98». NBA.com. Turner Sports Interactive, Inc. Consultado em 27 de fevereiro de 2010. Arquivado do original em 22 de outubro de 2015
56. ↑  «Estatísticas de Rod Strickland na NBA e na ABA». basketball-reference.com. Consultado em 27 de fevereiro de 2010
57. ↑  Beck, Howard (14 de fevereiro de 2009). «N.B.A. and Union Are Discussing New Labor Deal». The New York Times. Consultado em 22 de fevereiro de 2009
58. ↑  «League Leaders: Assists – 1998–99». NBA.com. Turner Sports Interactive, Inc. Consultado em 27 de fevereiro de 2010. Arquivado do original em 22 de outubro de 2015
59. 1 2 3 4 5  «Estatísticas de Jason Kidd na NBA e na ABA». basketball-reference.com. Consultado em 27 de fevereiro de 2010
60. ↑  «League Leaders: Assists – 1999–2000». NBA.com. Turner Sports Interactive, Inc. Consultado em 27 de fevereiro de 2010. Arquivado do original em 22 de outubro de 2015
61. ↑  «League Leaders: Assists – 2000–01». NBA.com. Turner Sports Interactive, Inc. Consultado em 27 de fevereiro de 2010. Arquivado do original em 22 de outubro de 2015
62. ↑  «League Leaders: Assists – 2001–02». NBA.com. Turner Sports Interactive, Inc. Consultado em 27 de fevereiro de 2010. Arquivado do original em 22 de outubro de 2015
63. ↑  «Estatísticas de Andre Miller na NBA e na ABA». basketball-reference.com. Consultado em 27 de fevereiro de 2010
64. ↑  «League Leaders: Assists – 2002–03». NBA.com. Turner Sports Interactive, Inc. Consultado em 27 de fevereiro de 2010. Arquivado do original em 5 de abril de 2016
65. ↑  «League Leaders: Assists – 2003–04». NBA.com. Turner Sports Interactive, Inc. Consultado em 27 de fevereiro de 2010. Arquivado do original em 22 de outubro de 2015
66. ↑  «League Leaders: Assists – 2004–05». NBA.com. Turner Sports Interactive, Inc. Consultado em 27 de fevereiro de 2010. Arquivado do original em 22 de outubro de 2015
67. 1 2 3 4 5  «Estatísticas de Steve Nash na NBA e na ABA». basketball-reference.com. Consultado em 27 de fevereiro de 2010
68. ↑  «League Leaders: Assists – 2005–06». NBA.com. Turner Sports Interactive, Inc. Consultado em 27 de fevereiro de 2010. Arquivado do original em 9 de maio de 2016
69. ↑  «League Leaders: Assists – 2006–07». NBA.com. Turner Sports Interactive, Inc. Consultado em 27 de fevereiro de 2010. Arquivado do original em 22 de outubro de 2015
70. ↑  «League Leaders: Assists – 2007–08». NBA.com. Turner Sports Interactive, Inc. Consultado em 27 de fevereiro de 2010. Arquivado do original em 22 de outubro de 2015
71. 1 2 3 4  «Estatísticas de Chris Paul na NBA e na ABA». basketball-reference.com. Consultado em 27 de fevereiro de 2010
72. ↑  Beck, Howard (28 de novembro de 2011). «Two Exhibition Games for N.B.A. Teams». The New York Times. Consultado em 28 de novembro de 2011
73. 1 2 3  «Estatísticas de Rajon Rondo na NBA e na ABA». basketball-reference.com. Consultado em 26 de abril de 2012
74. 1 2  «Estatísticas de James Harden na NBA e na ABA». basketball-reference.com. Consultado em 13 de abril de 2017
75. 1 2 3  «Estatísticas de Russell Westbrook na NBA e na ABA». basketball-reference.com. Consultado em 12 de abril de 2018
76. ↑  «Estatísticas de LeBron James na NBA e na ABA». basketball-reference.com. Consultado em 1 de setembro de 2020
77. ↑  «Estatísticas de Tyrese Haliburton na NBA e na ABA». basketball-reference.com. Consultado em 12 de junho de 2024
78. ↑  «Season Leaders | Stats | NBA.com». NBA (em inglês). Consultado em 14 de abril de 2025